# دهستان کرچمبو شمالی
دهستان کرچمبو شمالی نام دهستانی در بخش مرکزی شهرستان بوئین و میاندشت، استان اصفهان در ایران است. براساس سرشماری مرکز آمار ایران در سال ۱۳۸۵، جمعیت آن ۳۲۹۳ نفر (۷۳۴ خانوار) بوده‌است.